# Carentoir (comuna suprimida)
Carentoir (en bretón Karantoer),  era una comuna francesa situada en el departamento de Morbihan, de la región de Bretaña, que el uno de enero de 2017 fue suprimida al fusionarse con la comuna de Quelneuc, y formar la comuna nueva de Carentoir.

## Demografía
| Gráfica de evolución demográfica de Carentoir entre 1800 y 2013 |
|                                                                 |

Los datos demográficos contemplados en este gráfico de la comuna de Carentoir se han cogido de 1800 a 1999 de la página francesa EHESS/Cassini, y los demás datos de la página del INSEE.